# Longpont
Longpont és un municipi francès situat al departament de l'Aisne i a la regió dels Alts de França. L'any 2007 tenia 282 habitants.

## Demografia

### Població
El 2007 la població de fet de Longpont era de 282 persones. Hi havia 104 famílies de les quals 19 eren unipersonals (19 dones vivint soles i 19 dones vivint soles), 31 parelles sense fills, 39 parelles amb fills i 15 famílies monoparentals amb fills.
La població ha evolucionat segons el següent gràfic:
Habitants censats

### Habitatges
El 2007 hi havia 128 habitatges, 107 eren l'habitatge principal de la família, 14 eren segones residències i 7 estaven desocupats. 119 eren cases i 9 eren apartaments. Dels 107 habitatges principals, 71 estaven ocupats pels seus propietaris i 37 estaven llogats i ocupats pels llogaters; 1 tenia dues cambres, 14 en tenien tres, 25 en tenien quatre i 68 en tenien cinc o més. 84 habitatges disposaven pel capbaix d'una plaça de pàrquing. A 45 habitatges hi havia un automòbil i a 58 n'hi havia dos o més.

### Piràmide de població
La piràmide de població per edats i sexe el 2009 era:
| Homes | Edats   | Dones |
| ----- | ------- | ----- |
| 0     | 95 o +  | 0     |
| 0     | 90 a 94 | 0     |
| 0     | 85 a 89 | 0     |
| 0     | 80 a 84 | 0     |
| 4     | 75 a 79 | 0     |
| 0     | 70 a 74 | 8     |
| 4     | 65 a 69 | 4     |
| 4     | 60 a 64 | 4     |
| 12    | 55 a 59 | 12    |
| 12    | 50 a 54 | 8     |
| 16    | 45 a 49 | 12    |
| 0     | 40 a 44 | 12    |
| 16    | 35 a 39 | 4     |
| 20    | 30 a 34 | 4     |
| 4     | 25 a 29 | 20    |
| 20    | 20 a 24 | 8     |
| 12    | 15 a 19 | 8     |
| 0     | 10 a 14 | 4     |
| 16    | 5 a 9   | 12    |
| 8     | 0 a 4   | 20    |

## Economia
El 2007 la població en edat de treballar era de 188 persones, 143 eren actives i 45 eren inactives. De les 143 persones actives 131 estaven ocupades (73 homes i 58 dones) i 12 estaven aturades (5 homes i 7 dones). De les 45 persones inactives 13 estaven jubilades, 19 estaven estudiant i 13 estaven classificades com a «altres inactius».

### Ingressos
El 2009 a Longpont hi havia 104 unitats fiscals que integraven 278,5 persones, la mediana anual d'ingressos fiscals per persona era de 18.401 €.

### Activitats econòmiques
Dels 12 establiments que hi havia el 2007, 3 eren d'empreses de construcció, 1 d'una empresa de comerç i reparació d'automòbils, 4 d'empreses d'hostatgeria i restauració, 1 d'una empresa financera, 2 d'empreses de serveis i 1 d'una entitat de l'administració pública.
Dels 6 establiments de servei als particulars que hi havia el 2009, 1 era un paleta, 2 guixaires pintors i 3 restaurants.
L'any 2000 a Longpont hi havia 6 explotacions agrícoles.

## Equipaments sanitaris i escolars
El 2009 hi havia una escola elemental integrada dins d'un grup escolar amb les comunes properes formant una escola dispersa.

## Poblacions més properes
El següent diagrama mostra les poblacions més properes.